# Colonia Hidalgo, Sinaloa
Colonia Hidalgo är en ort i Mexiko.   Den ligger i kommunen Navolato och delstaten Sinaloa, i den västra delen av landet, 1 100 km nordväst om huvudstaden Mexico City. Colonia Hidalgo ligger 9 meter över havet och antalet invånare är 426.
Terrängen runt Colonia Hidalgo är mycket platt. Runt Colonia Hidalgo är det ganska tätbefolkat, med 155 invånare per kvadratkilometer. Närmaste större samhälle är Navolato, 14,1 km nordost om Colonia Hidalgo. Trakten runt Colonia Hidalgo består till största delen av jordbruksmark.